# Кларенс Седорф
Кларенс Клајд Седорф (хол. Clarence Clyde Seedorf; Парамарибо, 1. април 1976) је бивши холандски фудбалер. Он је једини играч који је освојио Лигу шампиона са три различита тима - Ајаксом, Реал Мадридом и Миланом. За репрезентацију Холандије одиграо је 87 утакмица и постигао 11 голова.

## Каријера

### Рана каријера
Седорф је своју каријеру почео у ФК Ајаксу током раних 90-их. Професионални деби је имао на мечу против ФК Гронингенa 29. новембра 1992. са само 16 година и 242 дана, чиме је постао најмлађи дебитант у историји Ајакса. У својој раној каријери, играо је улогу у Ајаксовом освајању титуле Ередивизије две године заредом 1994. и 1995. Он је такође био кључан играч Ајаксовом освајању Лиге Шампиона у сезони 1994/95. Због његових добрих наступа у Ајаксу приметила га је ФК Сампдорија у коју је отишао 1995. године, у којој је провео само једну сезону, постигавши само три гола.

### Реал Мадрид
Прешао у Реал Мадрид 1996. године, помажући тиму да поврате титулу Ла Лиге у његовој првој сезони. У његовој другој сезони, 1997/98., играо је главну улогу у освајању Лиге шампиона када је Реал Мадрид осигурао титулу после победе над Јувентусом од 1-0 у финалу, чиме Седорф по други пут у каријери осваја Лигу шампиона. Док је играо за Реал Мадрид, постигао је значајан гол против Атлетико Мадрида, са неких 45 метара удаљености. Седорфова чаролија у Реал Мадриду је завршена када је поново враћен у Италију током сезоне 1999/00., овога пута у Интер за £13,5 милиона.

### Интер Милано
Упркос томе што је помогао тиму да дође до финала купа Италије, утакмицу коју су на крају изгубили, Седорф није могао да помогне клубу да освоје неки трофеј. Ипак, он ће бити упамћен од многих Интерових навијача по његова два гола која је постигао против Јувентуса у утакмици која је играна 9. марта 2002. и која је завршена резултатом 2:2, од којих су оба била феноменални евроголови.

### Милан
Након две године у Интеру, Седорф је прешао 2002. код градског ривала ФК Миланa. Освојио је Куп Италије са Миланом 2003. године, који је Милан први пут освојио у периоду од 26 година. У истој сезони, Седорф је освојио своју трећу титулу Лиге Шампиона са три различита тима, после италијанског финала у коме је Милан савладао Јувентус на пеналима након што је утакмица у регуларном делу завршена 0-0, иако Седорф није успео да искористи свој пенал. Као резултат, Седорф је постао једини играч који је освојио Лигу Шампиона са три различита тима. Следеће сезоне, 2003/04., Седорф је играо улогу у Милановом освајању Серије А. То је такође била Седорфова четврта титула националног шампионата у каријери, пошто је већ имао две Холандске титуле са Ајаксом и једну Шпанску са Реал Мадридом.
Седордф је играо велику улогу у Милановом походу ка финалу Лиге Шампиона 2005. Играо је од почетка у Истанбулском мечу против Ливерпула у којем је Милан на полувремену водио са 3-0, али је на крају изгубио на пенале после преокрета Ливерпула и резултата 3-3 у регуларном делу. Седорф није изводио пенал за Милан на тој утакмици. Милан је 2005. такође завршио други и у Серији А иза Јувентуса.
Још једна јака сезона Милана у 2006, са Седорфом једним од кључних играча у партнерству са Андреом Пирлом, Каком и Ђенаром Гатузом, тим је био кратак да би стигао до још једног финала Лиге Шампиона када је тесно поражен у полуфиналу од Барселоне, тима који је на крају и освојио то такмичење.
Скандал намештања утакмица је задесио Серију А и Милан је био ослабљен скандалом али му је било допуштено да настави да игра у Европи, што је и утицало да њихови најбољи играчи остану у клубу. Седорф у комбинацији са Каком је постао импресиван тако да је Милан преко Бајерн Минхена и Манчестер јунајтеда стигао до још једног финала, опет против Ливерпула, победивши га са 2-1 у Атини Седорф је прикупио своју четврту медаљу Лиге Шампиона. У следећој сезони, Седорф је био део Милановог тима који је освојио Светско клупско првенство, чиме је постао први Европски играч који је освојио то такмичење са два различита тима (са Реал Мадридом 1998). Он је завршио освајањем сребрне лопте за то такмичење.
На крају сезоне 2006/07., Седорф је проглашен за најбољег везног играча Лиге Шампиона. Своју стоту утакмицу у Лиги Шампиона је одиграо 4. децембра против Селтика.

### Ботафого
30. јуна 2012. Седорф је потписао уговор на две године са бразилским Ботафогом, чланом Серије А Бразила.

## Репрезентација
Седорф је играо на Европском првенству 1996., где се његов промашен пенал доказао као одлучујући у поразу од Француске у четвртфиналном мечу, на Светском првенству 1998., Европском првенству 2000. и на Европском првенству 2004. Међутим, многи су сугерисали да би његова репрезентативна каријера била много импресивнија да није имао неке бунтовничке и полемичке испаде у неколико случајева. Осим тога, он има дуг период слабих партија током критичних момената док је играо за национални тим. То је био један од разлога зашто је некадашњи селектор Холандије Марко ван Бастен одлучио да игнорише Седорфа када је постављен на ту функцију после Европског првенства 2004. Стога, Седорф није играо у квалификацијама за Светско првенство 2006., као ни на самом Светском првенству.
Дана 12. новембра 2006, Седордф је позван у репрезентацију по први пут од јуна 2004. као замена за повређеног Веслија Снајдера. Он је почео и играо свих 90 минута у пријатељској утакмици против Енглеске која је завршена резултатом 1-1. На квалификационим утакмицама за Европско првенство 2008. против Румуније (0-0 код куће) и Словеније (1-0 победа у гостима), Седорф је играо 4 и 6 минута. Постојале су сумње на његову позицију унутар националног тима, пошто је Марко ван Бастен привилеговао играче као што су Рафаел ван дер Варт, Весли Снајдер и Робин ван Перси. Седорф је 13. маја 2008. најавио да неће учествовати на Европском првенству 2008. због његовог сукоба који је у току са Марком Ван Бастеном.

## Лични живот
Седорф потиче из фудбалске породице, његова браћа Седрик, Рамле, Јурген, његов рођак Стефано, његов нећак Регилио Седорф су сви професионални фудбалери а његов отац Јохан је његов менаџер. Кларенс живи у Милану са женом Демином и три дечака који тренирају фудбал на академији ФК Милана.

## Награде

#### Ајакс
- Ередивизије: 1993/94., 1994/95.
- Куп Холандије: 1992/93.
- Трофеј Јохана Кројфа: 1993, 1994.
- УЕФА Лига шампиона: 1994/95.

#### Реал Мадрид
- Ла Лига: 1996/97.
- Суперкуп Шпаније: 1997.
- УЕФА Лига шампиона: 1997/98.
- Интерконтинентални куп: 1998.

#### Милан
- Серија А: 2003/04., 2010/11.
- Куп: 2003.
- Суперкуп: 2004, 2011.
- УЕФА Лига шампиона: 2002/03., 2006/07.
- Суперкуп Европе: 2003, 2007.
- Светско клупско првенство: 2007.

#### Индивидуалне
- Холандски таленат године: 1993, 1994.
- ФИФА 100
- Најбољи играч средине терена Лиге шампионе: 2006/07.
- ФИФА Светско првенство сребрна лопта: 2007.
- УЕФА Тим Године: 2002, 2007.
- Тим века Реал Мадрида: 2008.